# Азиди
Ази́ди — хімічні сполуки, що мають групу N3. До цього ряду належать солі азидної (азотистоводневої) кислоти HN3, похідні карбонових кислот (азоіміди RCON3), а також продукти заміщення водню в HN3 на галоген (наприклад, азид йоду IN3). Азиди є псевдогалогенідами.

## Будова

Аніон азиду

Внаслідок перегрупування групі N3- притаманна лінійна геометрія:
R-N=N+=N- ↔ R-N--N+≡N
Гібридизація атомних орбіталей N в α-положенні — sp2, в β-положенні — sp, в γ-положенні — spn (1 < n < 2).

## Властивості

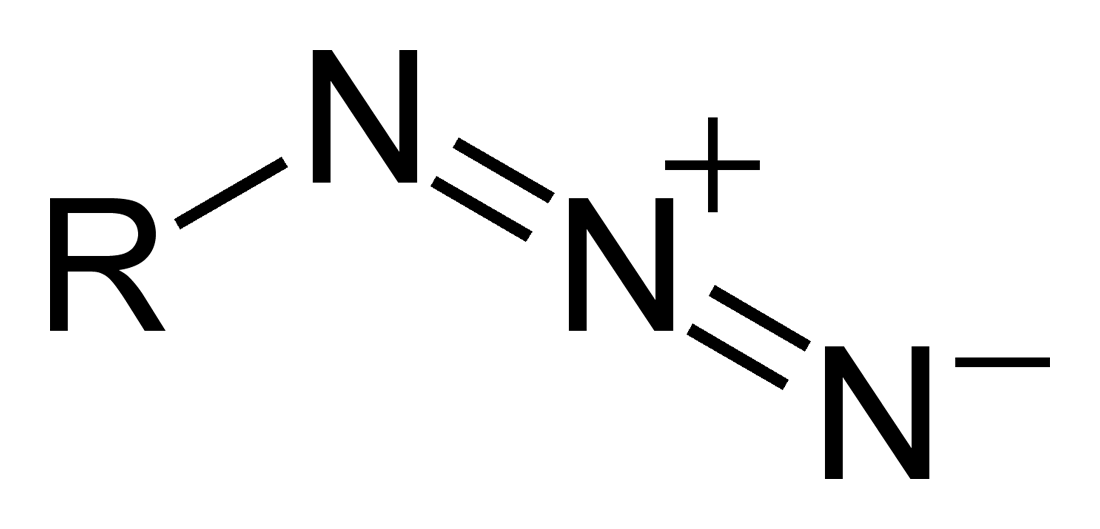
Функціональна група азидів

Азиди мають осно́вні властивості (головним чином за рахунок α-атома N).
Органічні азиди утворюються при взаємодії нітритної кислоти з гідразидами кислот. При нагріванні з лугами дають первинні аміни. Відновлюються до амінів, триазенів, легко відщеплюють азот. Ацилазиди перегруповуються в нейтральних або кислих середовищах (звичайно при нагріванні) до ізоціанатів (естерів ціанової кислоти):
RCO-N3 → R-N=C=O + N2
Азиди лужних і лужноземельних металів при нагріванні дають чисті азот і метал. Азиди важких металів — сильні вибухові речовини. Наприклад, азид свинцю Pb(N3)2 вибухає від удару і використовується як детонатор у капсулях-детонаторах. Інший приклад — азид натрію NaN3.